# Ivalua
Ivalua est un éditeur de logiciels français qui développe un logiciel de gestion des achats en Software as a service (Saas).

## Historique
L'entreprise a été créée le 5 janvier 2000 par David Khuat-Duy à Orsay,. Elle est basée à Massy et dispose de bureaux aux États-Unis, au Canada et en Inde.
En mai 2019, l'entreprise réalise une levée de fonds de 60 millions d'euros. Elle est valorisée à plus d'un milliard de dollars et est à ce titre considérée comme une licorne.
L'entreprise est lauréate du programme français Next40.
Ivalua a comme clients Michelin, Valeo, EDF, Honeywell ou encore Ikea, le Groupe ADP et Orano. L'entreprise est aussi présente aux États-Unis, avec comme référence les États du Maryland et d'Arizona, San Diego en Californie ou encore la ville de New York.
L'entreprise a comme concurrents GEP, Coupa, Oracle et Ariba.